# Departamento de Educação da Universidade Estadual de Feira de Santana
O Departamento de Educação da Universidade Estadual de Feira de Santana (DEDU) é um dos nove departamentos da Universidade Estadual de Feira de Santana (UEFS) e desenvolve atividades direcionadas principalmente à formação de professores, ofertando docentes para disciplinas dos cursos de licenciatura oferecidos pela UEFS, mantendo núcleos de pesquisa e desenvolvendo atividades de extensão, como exemplo as que objetivam fornecer formação continuada aos professores da zona rural. O DEDU é responsável por dois cursos de graduação: o curso de Pedagogia e de Pedagogia voltado às séries iniciais do ensino fundamental. Na pós-graduação, há a oferta de dois cursos de especialização (sendo eles o de Educação Especial e o de Educação e Pluralidade Sociocultural) e um mestrado em Educação.
Internamente, o desenvolvimento das atividades dos professores do DEDU se divide em três áreas de conhecimento: prática do ensino, política educacional e fundamentos da educação. Periodicamente há reuniões dos profissionais para discussão de pertinências referentes às suas respectivas áreas de atuação.